# Santa Clara-a-Velha
 Santa Clara-a-Velha  ist ein Ort und eine Gemeinde in der portugiesischen Region Alentejo. Die Nähe der Talsperre Santa Clara macht die Gemeinde touristisch attraktiv. Neben Wassersport wird in der Region auch viel Jagd betrieben. 

## Verwaltung
Santa Clara-a-Velha ist eine Gemeinde (Freguesia) im Kreis (Concelho) von Odemira. Am 30. Juni 2011 hatte sie eine Fläche von 99,8 km² und 602 Einwohner. Dies entspricht einer Bevölkerungsdichte von 6 Einw./km².  
Im Zuge der administrativen Neuordnung in Portugal wurde Santa Clara-a-Velha am 29. September 2013 um die aufgelöste Gemeinde Pereiras-Gare erweitert.

## Verkehr
Santa Clara-a-Velha liegt mit eigenem Bahnhof an der Eisenbahnstrecke Linha do Sul. Am 13. September 1954 entgleiste in der Nähe nach einem Schienenbruch ein Schnellzug von der Algarve nach Lissabon. 29 Menschen starben. 